# Dipterocome pusilla
Dipterocome pusilla là một loài thực vật có hoa trong họ Cúc. Loài này được Fisch. & C.A.Mey. mô tả khoa học đầu tiên năm 1835.